# گلن مورکات
گلن مورکات (به انگلیسی: Glenn Murcutt) (زاده ۲۵ ژوئیه ۱۹۳۶ در لندن از والدین استرالیایی) معمار برجسته استرالیایی و برنده جایزه پریتزکر ۲۰۰۲ است.
وی در سال ۲۰۰۹ مدال طلای ای آی ای را تصاحب کرد.

## نگارخانه

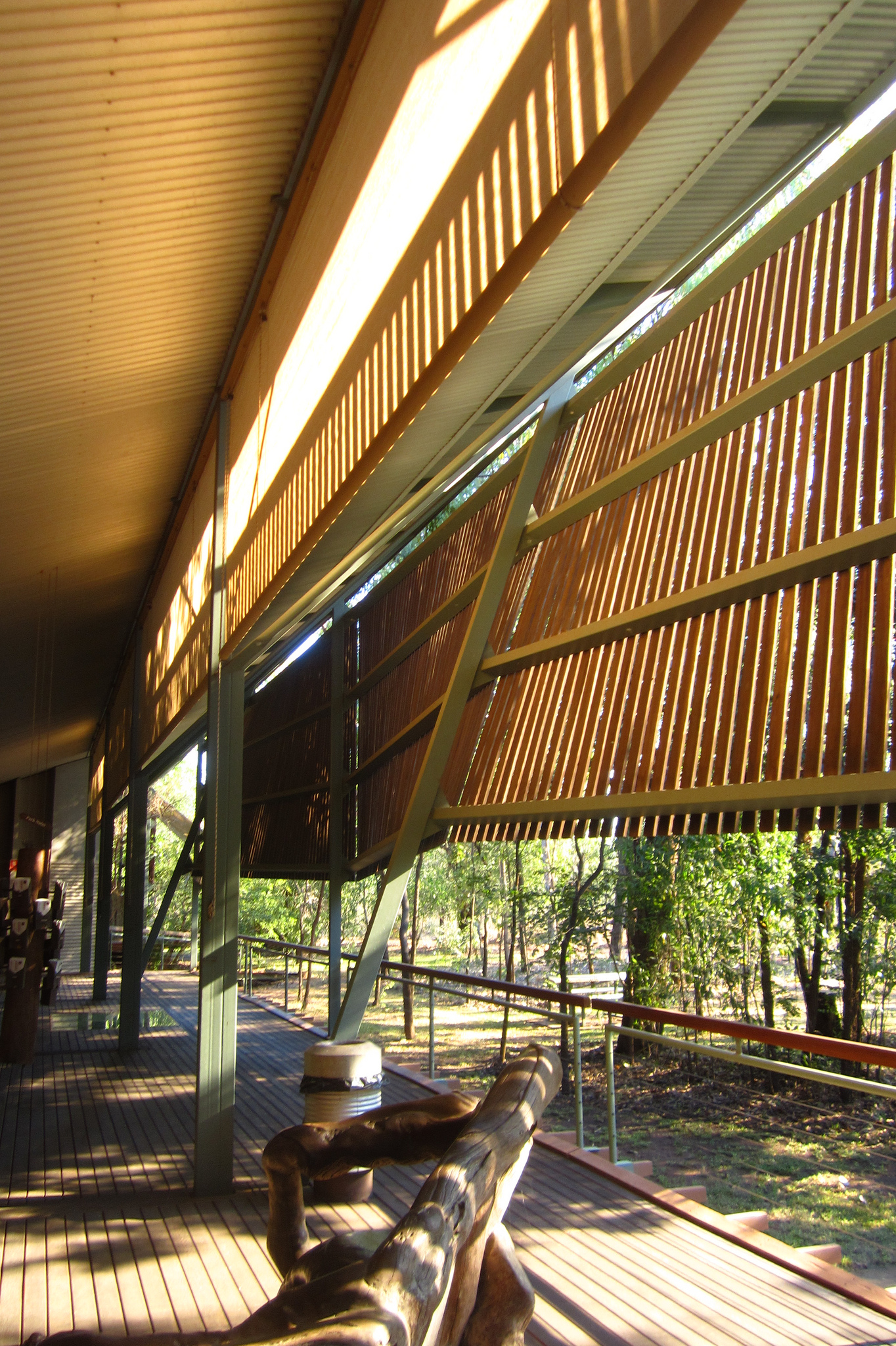